# Cerkev sv. Uršule, Jazbina
Cerkev sv. Uršule v Jazbini je podružnična cerkev župnije Stari trg pri Slovenj Gradcu ter znana romarska cerkev. Nahaja se na Uršlji gori (1699 m), tik pod vrhom, na nadmorski višini 1678 metrov in je s tem najvišje ležeča cerkev v Sloveniji.  Nekateri viri navajajo, da je cerkev hkrati najvišje ležeča cerkev v Srednji Evropi, vendar stojita na Dobraču (2166 m) na Avstrijskem Koroškem dve cerkvi, ki imata višjo nadmorsko višino. Cerkev je posvečena je sveti Uršuli, ki je dala ime tudi gori.
Cerkev stoji v kotanji pod grebenom vrha, na črti nekdanje deželne meje med Štajersko in Koroško. Temelje so vzidali že v sedemdesetih letih 16. stoletja, prvi zvon pa je zazvonil leta 1584. Zdaj ima cerkev tri zvonove. Cerkev so na pobudo škofa Tomaža Hrena dokončali leta 1609. Vsako leto je na god svete Uršule (21. oktobra) v njej maša, sicer so maše med letom od maja do oktobra.

## Gradnja cerkve
Cerkev je prav svojevrstna, tako po nastanku kot po izgledu. Posebno je že to, da so v času, ko se je med deželnim meščanstvom močno širil protestantizem, veliki kmetje sami sklenili visoko 'blizu Boga' zgraditi veliko cerkev v slogu katoliške tradicije. V letu 1601, ko se je gradnja ravno nekam zataknila, si je ogledal gradnjo cerkve ljubljanski škof Tomaž Hren, ki je dve leti prej zasedel škofovski položaj. Zavzel se je za cerkev in dal vsa potrebna navodila glede oltarjev, tako da je lahko že naslednje leto na nedeljo 18. avgusta v cerkvi posvetil tri oltarje, sv. Uršule, sv. Trojice in Device Marije. Čez sedem let, leta 1609, je škof posvetil še štiri oltarje. Cerkev je postala priljubljeno romarsko središče.

## Cerkvena zgradba
Kmetje so gradnjo zastavili velikopotezno; nastala je velika cerkev, ki ji Korošci pravijo kar katedrala. Zgradili so jo iz lomljenega kamna in pokrili s skodli.
Cerkev ima širok ladijski prostor in na vzhodu ožji tristrano zaključen prezbiterij z gotskimi oporniki na vogalih; oba sta pokrita z visoko dvokapno streho. Na zahodni strani se cerkve drži nekdanji zvonik (znižan verjetno zaradi prepogostih udarov strele), na južni strani pa je dograjen novejši nizek zvonik.
Dve vrsti močnih zidanih slopov (v vsaki po trije med seboj z razmeroma nizkimi šilastimi loki povezani slopi) delita ladijski prostor po širini v tri približno enako široke ladje. Vse ladje imajo ravne neometane lesene strope, pri čemer je strop srednje ladje za približno dva metra višji od stranskih, kar daje cerkvi bazilikalen vtis; ker pa v območju višinske razlike ni oken, tako kot pri bazilikah, je srednja ladja zelo temna.
Iz srednje ladje vodi v prezbiterij šilast slavolok, ki je zidan in ometan. Obok v prezbiteriju je banjast, v spomin na gotiko pa je okrašen s prepletom nizkih reber, ki izhajajo iz konzol na stenah prezbiterija in imajo v presečiščih okrogle sklepnike z zvezdami in rozetami. Stranski ladji se zaključujeta s kapelama na obeh straneh prezbiterija.
- Srednja cerkvena ladja in pogled v prezbiterij
- Pogled iz prezbiterija v srednjo ladjo
- Severna cerkvena ladja
- Cerkev je zelo široka

## Oprema
Cerkev ima danes pet kamnitih oltarjev: veliki oltar sv. Uršule, dva stranska oltarja v zaključnih kapelah obeh stranskih ladij in dva oltarja ob ladijskih stranskih stenah. Najstarejši med oltarji in tudi najdragocenejši je Marijin oltar v zaključni kapeli desne stranske ladje, ki je iz 17. stoletja in je izklesan iz kamna. Njegova dekoracija je sorodna lesenim dekoracijam sočasnih zlatih oltarjev.
Med štirimi novejšimi kamnitimi, poslikanimi oltarji izstopa po umetniški vrednosti veliki oltar iz leta 1760, ki je razgibano baročno delo: nad oltarni obok so postavili kipa apostolov Petra in Pavla, v atiki oltarja kraljuje bog oče obdan z angeli, v osrednji niši pa je oltarska kiparska skupina zavetnice cerkve sv. Uršule s svojimi devicami pod razširjenim plaščem. Nekoč so tron v velikem oltarju zapirali s sliko z istim motivom, ki je delo vodilnega slovenjgraškega slikarja Janeza Andreja Straussa.
Stari in novi časi se v cerkvi na poseben način srečujejo v križevem potu. Nekdanji križev pot je zaradi starosti propadel, zato so se po zadnji prenovi cerkve odločili, da bi povabili 14 umetnikov, od katerih bi vsak prispeval po eno postajo. Domači koroški slikarji in drugi slovenski umetniki so leta 2010 ustvarili najbolj nenavaden križev pot na Slovenskem. Tako sedaj postaje križevega pota zaznamuje raznovrstnost slogovnih izrazov ter interpretacija, ki sicer sledi Kristusovi pasijonski zgodbi, a jo približuje sodobnemu miselnemu okviru in trpljenju današnjega človeka
- Najstarejši Marijin oltar je desno v zaključni kapeli južne ladje
- Veliki oltar sv. Uršule
- Simon iz Kirene pomaga Jezusu nositi križ (slikar Tomaž Perko)